# Jeanny

Cover-Artwork zum dazugehörigen Album Falco 3 (1985)

Jeanny ist der Titel einer Serie von Liedern des österreichischen Sängers Falco, deren erster Teil einen der größten Skandale in der Geschichte der deutschsprachigen Popmusik auslöste.
Zu Lebzeiten des 1998 gestorbenen Sängers erschienen und freigegeben sind die drei Titel Jeanny (1985; ab 1986 als Jeanny (Part 1) bezeichnet), Coming Home (Jeanny Part 2, ein Jahr danach, 1986) und Bar Minor 7/11 (Jeanny Dry) (1990). Ohne Freigabe durch Falco erschienen postum die Versionen Where Are You Now? (Jeanny Part III) (2000) und The Spirit Never Dies (Jeanny Final) (2009).

## Jeanny

### Entstehung
Der Text stammte ursprünglich von Rob & Ferdi Bolland, wurde aber von Falco abgewandelt und ergänzt. Die Musik wurde ebenfalls von den Bolland-Brüdern komponiert. Nachdem Falco die Demoversion gehört hatte, sprach er sich für die Musik, aber gegen den Text aus. In der Ursprungsversion ging es um ein Mädchen, das nach einem Streit mit dem Freund durchbrennt.
Jeanny wurde im Sommer 1985 in den Niederlanden aufgenommen und produziert. Der Titel erschien im September desselben Jahres auf dem Album Falco 3 und wurde im Dezember als Single  ausgekoppelt.

### Inhalt
Der vieldeutige Text besteht aus zwei deutschsprachigen Strophen und einem auf Englisch gesungenen Refrain. Eine fast ausschließlich auf Englisch gesungene Version wurde im deutschsprachigen Raum erstmals auf der Kompilation Greatest Hits II veröffentlicht.
Bei der Veröffentlichung von Jeanny als Single kamen Vorwürfe auf, der Titel verharmlose oder verherrliche eine Vergewaltigung, obwohl im Text nicht ausdrücklich von Gewalt die Rede ist. Allerdings wird die Sichtweise gezeigt, die ein Vergewaltiger gegenüber seinem Opfer haben könnte. Die Weise, in der der Text vorgetragen wird, lässt auch den Schluss zu, dass es sich um einen Stalker handelt, der sein Opfer der verschmähten Liebe wegen entführt und es in seinem Wahn tötet.
Der Teil Newsflash des Liedes, gesprochen vom damaligen Tagesschau-Nachrichtensprecher Wilhelm Wieben, berichtet von einem „dramatischen Anstieg der Zahl der vermissten Personen“ und „einem weiteren tragischen Fall“ eines seit 14 Tagen verschwundenen 19-jährigen Mädchens, bei dem die Polizei die Möglichkeit eines Verbrechens nicht ausschließen könne.

### Video
Der dazugehörige Videoclip verstärkt den Eindruck, dass es sich bei dem von Falco gespielten Protagonisten um einen psychotischen Mörder handele. Er wird am Ende in Zwangsjacke in einer „Gummizelle“ gezeigt, wo er von einer jungen Frau, dargestellt von der damals 15-jährigen Theresa Guggenberger, geneckt wird. Obwohl keinerlei Verfremdungseffekte benutzt werden, lässt sich die Figur des Mädchens als Halluzination eines geisteskranken Mörders interpretieren, denn als ein Wärter in die Zelle des Protagonisten schaut, ist jener alleine zu sehen.
Das Video spielt auch auf den 1931 veröffentlichten Fritz-Lang-Film M an, in dem ein Serienmörder von einem blinden Ballonverkäufer identifiziert und durch ein mit Kreide auf den Mantelrücken gemaltes M markiert wird; der Protagonist trägt im Video ein aufgemaltes F auf dem Rücken, und auch ein blinder Ballonverkäufer ist zu sehen. Weiter ist in den Eingangssequenzen das Kanalsujet aus Carol Reeds Film Der dritte Mann (1948) mit Orson Welles als Harry Lime unverkennbar. Zudem spielt das Video mehrfach auf den Film Psycho an: Am Anfang sieht man kurz die Neonschrift „Bates Motel“, und das Ende des Videos weist Parallelen zum Ende des Films auf.
Zu den Drehorten gehören die Wiener Opernpassage und ein Teil des Wiener Kanalsystems im Bereich Karlsplatz/Esperantopark.

### Boykott
Verschiedene Fraueninitiativen riefen zum Boykott des Liedes auf. Der Norddeutsche Rundfunk, der Sender Freies Berlin sowie der Bayerische Rundfunk nahmen das Lied „aus ethischen Gründen“ aus dem Programm; andere Sender spielten Jeanny nur noch in Hitparaden. Auch im DDR-Rundfunk wurde das Lied nicht mehr gesendet.
Der damalige ZDF-Nachrichtensprecher Dieter Kronzucker, dessen beide Töchter einige Jahre zuvor Opfer einer Entführung geworden waren, äußerte sich in der Ausgabe des heute-journals vom 14. Januar 1986 empört über den großen Erfolg des Titels. Daraufhin schlossen sich weitere Radiostationen dem Boykott an. In Hessen wurde der Song mit einem Warnkommentar gespielt. Bei der Musiksendung Formel Eins wurde er, solange er Platz eins der Charts belegte, jede Woche zumindest ausschnittsweise gezeigt. Thomas Gottschalk nannte Falco in einem Zeitungskommentar ein „Wiener Würstchen“, das „Schwachsinn“ produziere:

„Falcos Fieselton und die Latrinenansichten des Videos sind einfach zuviel verlangt.“

Falco sagte dazu in der Sendung Heut’ abend mit Joachim Fuchsberger:

„Ich kann doch einem ehemaligen Lehrer nicht übelnehmen, wenn er ein Wiener Würstchen nicht von einer Bockwurst unterscheiden kann.“

Die Bundesprüfstelle für jugendgefährdende Schriften lehnte am 17. April 1986 einen Antrag ab, das Lied als „jugendgefährdend“ zu indizieren.

### Interpretation
Das Lied spielt, vor allem in Verbindung mit dem Video, mit verschiedenen Szenarien einer Liebesbeziehung und überlässt dem Zuhörer bzw. Zuschauer die Wertung. Während das Video das Mädchen Jeanny zunächst als bedrängt und verfolgt darstellt, nimmt die Geschichte später eine Wendung. Falco wird als Mörder identifiziert, als die vermeintlich tote Jeanny gerade aus einem Restaurant herauskommt. In der Abschlussszene, in der Falco in einer Zwangsjacke in einer psychiatrischen Einrichtung  inhaftiert ist, tanzt Jeanny um ihn herum und verspottet ihn.

„Jeanny lebt, das geht aus dem Text und dem Video eindeutig hervor. Teil II von Jeanny wird im Herbst beweisen, dass der Mann das eigentliche Opfer ist. Nicht umsonst landet er zum Schluss, von Jeanny völlig fertig gemacht, in der Klapsmühle, aber mehr wird nicht verraten.“

### Musik
Die Strophen des Songs Jeanny werden von Falco im Sprechgesang vorgetragen und dabei von einer Melodie begleitet. Der Refrain hingegen ist in kraftvollem Rock-Gesang gehalten. Laut Falcos Manager Horst Bork, habe Falco erst beim dritten Album seine Stimme entwickelt und seinen eigenen Stil gefunden. Das Tempo des Songs ist langsam, folglich auch der Rhythmus des Liedes. Dieser ist signifikant für den Klaviereinsatz in den einzelnen Strophen. Das Schlagzeug kommt stärker im Refrain zum Einsatz. Im Hintergrund zur Melodie sind auch Keyboard-Akkorde hörbar. Für manche Live-Auftritte wurden auch Geigen verwendet. Gesanglich wird Falco von einem Chor unterstützt, der im Refrain auftritt.

### Chartplatzierungen
| ChartsChartplatzierungen     | Höchstplatzierung | Wochen |
| ---------------------------- | ----------------- | ------ |
| Deutschland (GfK)            | 1 (21 Wo.)        | 21     |
| Österreich (Ö3)              | 1 (19 Wo.)        | 19     |
| Schweiz (IFPI)               | 1 (16 Wo.)        | 16     |
| Vereinigtes Königreich (OCC) | 68 (4 Wo.)        | 4      |

| ChartsJahrescharts (1986) | Platzierung |
| ------------------------- | ----------- |
| Deutschland (GfK)         | 1           |
| Österreich (Ö3)           | 4           |
| Schweiz (IFPI)            | 4           |

### Auszeichnungen für Musikverkäufe
| Land/Region        | Auszeichnungen für Musikverkäufe (Land/Region, Auszeichnung, Verkäufe) | Verkäufe |
| ------------------ | ---------------------------------------------------------------------- | -------- |
| Deutschland (BVMI) | Gold                                                                   | 250.000  |
| Niederlande (NVPI) | Gold                                                                   | 75.000   |
| Österreich (IFPI)  | Gold                                                                   | 50.000   |
| Insgesamt          | 3× Gold ·                                                              | 375.000  |

## Coming Home (Jeanny Part 2, ein Jahr danach)
Bereits bei Erscheinen von Jeanny äußerte Falco in einem Interview, dass die Handlung noch nicht abgeschlossen sein könnte:

„Jeanny ist ein Liebeslied. So ist es konzipiert und durchgeführt. Der auf der Platte Falco 3 befindliche Teil endet bewusst an einem Punkt, der beim Zuhörer Spekulationen auslöst und eine Fortsetzung offenlässt.“

### Entstehung
Im Herbst 1986 wurde auf dem Album Emotional der Titel Coming Home (Jeanny Part 2, ein Jahr danach) veröffentlicht. Er wurde als zweite Single ausgekoppelt; der ebenfalls auf dieser Platte vertretene Titel Crime Time ist auf der B-Seite zu finden.  Der Text stammt ebenfalls von Rob & Ferdi Bolland und wurde in Zusammenarbeit mit Falco ergänzt und erweitert. Die Musik wurde von den Bolland-Brüdern komponiert; aufgenommen und produziert wurde der Song 1986 in den Bullet Sound Studios im niederländischen Nederhorst den Berg.

### Inhalt, Musik, Video
Die mögliche Sichtweise auf den ersten Teil wird stark relativiert, dabei wird auch Bezug auf die öffentlichen Reaktionen auf Jeanny genommen („[…] aber es war Liebe auf den ersten Blick – niemand wollte uns verstehen. Du und ich gegen die Welt – ihr habt uns verurteilt, ihr habt mich verurteilt.“). Andere Textpassagen weisen hingegen Züge eines Liebesliedes auf.
Wie schon der erste Jeanny-Teil ist auch Coming Home aus zwei deutschsprachigen Strophen aufgebaut, denen jeweils ein englischsprachiger Refrain folgt. Als Fade-In ist der Background-Chor aus dem ersten Teil zu hören; nach einem zweifachen „Jeanny!“-Ruf setzt die Musik ein. Der Refrain nach beiden Strophen endet mit dem Einsatz einer Mundharmonika, der Ähnlichkeiten zur bekannten Melodie aus dem Western Spiel mir das Lied vom Tod aufweist. Das Fade-Out wird von einem mehr als halbminütigen Gitarrenspiel bestimmt.
Das Video zum Lied wurde zum Teil im Wiener Gasometer gedreht. Die weibliche Hauptrolle übernahm erneut Theresa Guggenberger. Analog zu Jeanny gibt es auch hier eine Anspielung auf den Film Psycho; gegen Ende des Liedes wird ein auf einem Stuhl sitzendes Skelett in die Kamera gedreht (im Film ist es die Mutter des Mörders, deren Überreste so entdeckt werden). Einige Szenen, in denen der von Falco verkörperte Protagonist an Messinstrumente angeschlossen ist, lassen die Interpretation zu, dass die Handlung nur geträumt wird.
Wenngleich der kommerzielle Erfolg von Jeanny nicht wiederholt werden konnte, so erreichte der Titel dennoch in mehreren europäischen Ländern die vorderen Plätze der Charts; in Deutschland und Schweden gelangte der Titel bis an die Spitzenposition der Hitparaden. Damit war Coming Home zugleich der letzte Titel, mit dem Falco einen Nummer-eins-Hit landen konnte.

### Chartplatzierungen
| ChartsChartplatzierungen | Höchstplatzierung | Wochen |
| ------------------------ | ----------------- | ------ |
| Deutschland (GfK)        | 1 (16 Wo.)        | 16     |
| Österreich (Ö3)          | 4 (15 Wo.)        | 15     |
| Schweiz (IFPI)           | 3 (9 Wo.)         | 9      |

| ChartsJahrescharts (1986) | Platzierung |
| ------------------------- | ----------- |
| Deutschland (GfK)         | 36          |

## Bar Minor 7/11 (Jeanny Dry)

### Entstehung
1990 entstand in Zusammenarbeit mit Robert Ponger der Titel Bar Minor 7/11 (Jeanny Dry) für Falcos sechstes Album Data de Groove. Der Text stammte von Falco, die Musik wurde von Robert Ponger komponiert und beinhaltet Jazz-Einflüsse. Aufgenommen und produziert wurde der Song in Wien und München. Mit Bar Minor 7/11 (Jeanny Dry) versuchte Falco einen sachlichen Schlussstrich unter den Jeanny-Hype zu ziehen. Bedingt durch den kommerziellen Misserfolg des Albums blieb der Titel jedoch weitgehend unberücksichtigt.

### Inhalt
Falco unterhält sich in dem Song in einer Bar mit einer dort arbeitenden Frau, deren genaue Beschäftigung jedoch unklar bleibt. Auch hört man immer nur Falco selbst reden, die Frau und ihre Antworten auf Falcos Fragen hört man nicht; ob die Frau real oder nur eine Einbildung von Falco ist, bleibt offen. Man hört immer wieder eine Background-Sängerin mit den Worten „Give it up!“. Nach diversem Smalltalk endet der Song mit folgenden Worten von Falco an die Frau:

„Sag, wer hat dir eigentlich gesagt, daß du Jeanny heißt?“

„Das war – Das ist ganz sicher der Chef meiner Plattenfirma gewesen“

„Naja, ich versteh’ ihn schon –. Sag, ist er ein guter Gast?“

„Es ist alles klar, wie es immer war: Du wieder hinter und ich vor der Bar (forderbar).“

## The Spirit Never Dies (Jeanny Final)

### Entstehung
Für sein fünftes Album, das 1987 unter dem Titel Aya erscheinen sollte, hatte Falco gemeinsam mit dem im deutschsprachigen Raum vor allem durch die Arbeit mit Jennifer Rush bekanntgewordenen Produzenten-Duo Gunther Mende / Candy de Rouge mehrere Titel eingespielt. Unter diesen befand sich auch der geplante dritte Jeanny-Teil, mit dem die Trilogie abgeschlossen werden sollte. Text und Musik stammten von Mende und de Rouge, Aufnahme und Produktion erfolgten in Mendes Tonstudio in Mörfelden-Walldorf bei Frankfurt. Die fertigen Titel wurden laut Falcos damaligen Manager Horst Bork jedoch von der Plattenfirma Teldec, bei der der Sänger seinerzeit unter Vertrag stand, abgelehnt. Die Produktion des Albums wurde anschließend abgebrochen, und Anfang 1988 wechselte Falco zurück zu seinen vormaligen Produzenten Bolland & Bolland. Während einige der im Vorjahr eingespielten Titel auf dem nunmehr Wiener Blut betitelten Album Verwendung fanden, wurde der Rest der Produktion mit Mende und DeRouge verworfen und geriet teilweise in Vergessenheit.
Im November 2008 stieß man nach einem Wasserrohrbruch im Archiv von Mendes Tonstudio auf die Aufnahmen von 1987. Bei einer Untersuchung der gefundenen Bänder wurden mehrere bislang unbekannte Songs von Falco entdeckt, darunter auch ein Titel, der von Bork als „offizieller“ dritter Teil der Jeanny-Reihe eingestuft wurde. Da die Aufnahme durch das Wasser stark in Mitleidenschaft gezogen war, wurde das Lied 2009 komplett überarbeitet und am 4. Dezember des Jahres unter dem Titel The Spirit Never Dies (Jeanny Final) auf dem Album The Spirit Never Dies veröffentlicht.

### Chartplatzierungen
| ChartsChartplatzierungen | Höchstplatzierung | Wochen |
| ------------------------ | ----------------- | ------ |
| Österreich (Ö3)          | 3 (12 Wo.)        | 12     |

## Coverversionen etc.
Die Jeanny-Trilogie, insbesondere der erste Teil, wurde von vielen Musikern neu interpretiert bzw. für eigene Songs gesampelt.
- 1986: Drahdiwaberl – Jeannie Part 13
- 1986: Frank Zander – Jeannie (Die reine Wahrheit)
- 1986: Peter Orloff – …und wer fragt nach Jeanny?[22]
- 1986: Jeannie – Freedom (Die Antwort) (aus der Sicht des Mädchens)[23]
- 1996: Ich Troje – Jeanny
- 1998: Die Strafe – Jeanny
- 1999: Stahlhammer – Jeannie
- 2001: Reamonn featuring Xavier Naidoo – Jeanny
- 2001: Sara Noxx – Jeanny (Part 1)
- 2004: Mandaryna – Jeanny
- 2005: Rotz auf der Wiese – Jeanny (Part I) und Coming Home
- 2005: Fettes Brot und Finkenauer – An Tagen wie diesen (Sample)
- 2006: Fler – Neue Numma 1 (Sample)
- 2008: Extra 3 – Schily-Song (Parodie auf den ehemaligen deutschen Innenminister Otto Schily)
- 2009: J.B.O. – Angie (Quit Living on Dreams) (Anspielung auf Angela Merkel)
- 2009: Pappa Bear – Jeanny
- 2010: Hurts – Jeanny (Remix mit neu eingesungenen Strophen)
- 2011: Basstard – Jeannie
- 2011: Money-G – Jeanny 2011
- 2018: Joachim Witt feat. MajorVoice – Jeanny
- 2018: Ali As x Falco – Jeanny
- 2020: Oliver Pocher – Laura (Anspielung auf Laura Müller)[24]

2020 entstand unter der Regie von Andreas Kopriva der ORF/MDR-Fernsehthriller Jeanny – Das 5. Mädchen mit  Theresa Riess in der Titelrolle und Manuel Rubey, die Handlung ist von Motiven des Liedes von Falco inspiriert.